# Lethe marga
Lethe marga är en fjärilsart som beskrevs av Hans Fruhstorfer 1911. Lethe marga ingår i släktet Lethe och familjen praktfjärilar. Inga underarter finns listade i Catalogue of Life.